# Aeroporto de Botucatu
O Aeroporto Estadual de Botucatu / Tancredo de Almeida Neves, localizado no interior do estado de São Paulo, tem como objetivo servir a aviação geral, não possui voos regulares de companhias aéreas. É administrado pela prefeitura de Botucatu.

## Aeroporto Municipal deBotucatu- Tancredo de Almeida Neves

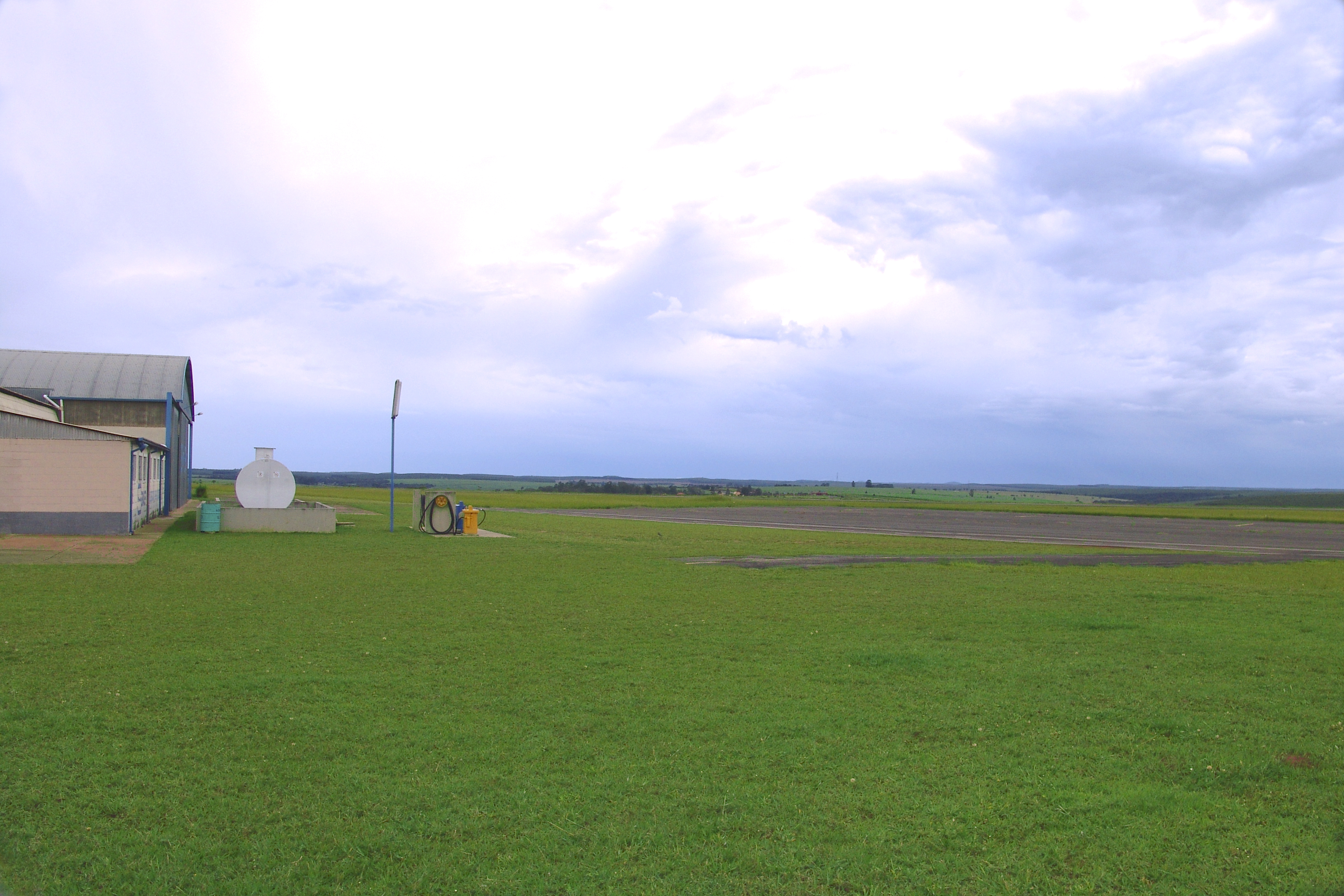
Vista parcial da pista

SDBK/QCP

### Características
Latitude: 22º56'12" S - Longitude: 48º28'03" O 	  	

Indicação ICAO: SDBK - Horário de Funcionamento: H24O/R 	

Código de Pista: 2 - Tipo de Operação: VFR noturno

Altitude: 882m/2.896 ft - Área Patrimonial (ha): 82,17  	   	

Temp. Média: 31,1°C - Categoria Contra Incêndio disponível: 0 	

Distância da Capital (km) - Aérea: 223 Rodoviária: 268 	  	

Distância até o Centro da Cidade: 10 km 

Endereço: Est. Mun. Alcides Cagliari, s/nº - CEP: 18600-000 	

Fone: (14) 3882-4008 - Fax: (14) 3882-4008

### Movimento
Dimensões (m): 1.500 x 30 

Designação da cabeceira: 1 - 19 - Cabeceira Predominante: 19 

Declividade máxima: 0,8% - Declividade Efetiva: 0,328% 

Tipo de Piso: asfalto - Resistência do Piso (PCN (aviação)): 40/F/A/X/T

### Pista
Ligação do pátio à pista de pouso PRA (m): 105 x 15 
 	
Tipo de Piso: asfalto 	

Distância da cabeceira mais próxima (m): 400

### Pátio
Dimensões (m): 60 x 70 - Capacidade de Aviões: 2 EMB-110

Dist. da Borda ao Eixo da Pista (m): 120 
	
Tipo de Piso: asfalto

### Auxílios operacionais
Sinais de Eixo de Pista - Biruta - Luzes de Pista -  	 

Sinais de Cabeceira de Pista - Sinais Indicadores de Pista -

Sinais de Guia de Táxi - Luzes de Táxi - Luzes de Cabeceira -

Luzes de Obstáculos - Iluminação de Pátio - Farol Rotativo

Freq. do Aeródromo: 123,45 - Circuito de Tráfego Aéreo: Padrão	

### Abastecimento
Esso: AVGAS - Jet

### Instalações
Terminal de Passageiros (m²): 190 
 	
Estacionamento de Veículos - nº de vagas: 20 - Tipo de Piso: asfalto

### Serviços
Telefone Público - Hangares: 6 - Cabine de Força (KF)

### Outros
- Embraer - Empresa Brasileira de Aeronaves S/A
- Fábrica de Aeronaves (Agrícola e a Jato)
- Oficina de Manutenção de aeronaves
- Proav Escola de Aviação